# Erythridula ampla
Erythridula ampla är en insektsart som först beskrevs av Knull 1951.  Erythridula ampla ingår i släktet Erythridula och familjen dvärgstritar. Inga underarter finns listade i Catalogue of Life.